# Gare de Shingū
La gare de Shingū (新宮駅, Shingū-eki) est une gare ferroviaire de la ville de Shingū, dans la préfecture de Wakayama au Japon. Elle est exploitée par les compagnies JR Central et JR West.

## Situation ferroviaire
La gare de Shingū est située au point kilométrique (PK) 180,2 de la ligne principale Kisei.

## Historique
La gare de Shingū a été inaugurée le 11 mars 1913. 

## Service des voyageurs

### Accueil
La gare dispose d'un bâtiment voyageurs, avec guichets, ouvert tous les jours.

### Desserte
- Ligne principale Kisei (ligne Kinokuni) :
  - voies 1 à 3 : direction Kii-Katsuura, Wakayama et Shin-Osaka
- Ligne principale Kisei :
  - voies 2 et 3 : direction Kumanoshi, Matsusaka et Nagoya